# Nāḩiyat Markaz Bāniyās
Nāḩiyat Markaz Bāniyās (arabiska: ناحية مركز بانياس) är ett subdistrikt i Syrien.   Det ligger i provinsen Tartus, i den västra delen av landet, 190 km norr om huvudstaden Damaskus.
Trakten runt Nāḩiyat Markaz Bāniyās består till största delen av jordbruksmark. Runt Nāḩiyat Markaz Bāniyās är det tätbefolkat, med 511 invånare per kvadratkilometer.